# Así en la Tierra como en el infierno
As Above, So Below (conocida como Así en la Tierra como en el infierno en Hispanoamérica y España, Catacumbas en Argentina y Les Catacombes en Francia) es una película franco-estadounidense de misterio/suspense de 2014. El título hace referencia al segundo verso de la Tabla Esmeralda. Dirigida por John Erick Dowdle, producida por Legendary Pictures y distribuida por Universal Pictures como primera película conjunta con Legendary, la historia se basa en los círculos del infierno. Su fecha de lanzamiento del 22 de agosto de 2014 sólo fue para unos cines seleccionados y después, el 29 de agosto de 2014, fue el estreno oficial.

## Sinopsis
Scarlett Marlowe (Perdita Weeks), joven estudiante de alquimia, continúa el trabajo de su difunto padre, y va a París en búsqueda de la legendaria piedra filosofal, adentrándose con un grupo de exploradores en las tortuosas y sombrías Catacumbas de París y embarcándose en un viaje que revela lo más íntimo de cada ser humano.

## Argumento
Scarlett Marlowe (Perdita Weeks), una joven estudiante de alquimia, entre otras especialidades, que continúa con el trabajo de búsqueda de su padre (Roger Van Hool) de la piedra filosofal, una legendaria sustancia alquímica que se dice que es capaz de convertir cualquier metal en oro, aparte de conceder la inmortalidad, creada por Nicolas Flamel. Después de encontrar la Llave de la Rosa en una cueva en Irán, la cual se supone que tiene el código para descifrar los símbolos de la lápida de Flamel, viaja hasta París (Francia) para solicitar la ayuda de su amigo y exnovio George (Ben Feldman); ahora junto con Benji (Edwin Hodge) el camarógrafo, traducen la lápida de Flamel, que contiene el acertijo que los llevará hasta las catacumbas de París. Pero para eso necesitan de un guía y mientras hacen una ruta turística por las catacumbas un hombre les indica el nombre Papillon (François Civil). Este junto con su novia Souxie (Marion Lambert) y su amigo Zed (Ali Marhyar) los llevarán a las catacumbas. George se niega rotundamente a entrar, pero de nada sirve, ya que en la entrada un policía los ataca y esto los obliga a huir hacia el interior.
Al inicio de su viaje, se encuentran con un culto que se envuelve en extraños cánticos de apariencia esotérica. Después de adentrarse cada vez más en las catacumbas, encuentran a La Taupe, un antiguo compañero de sus guías, el cual accede a ayudarles y menciona que para salir de ahí, han de ir hacia abajo. Finalmente encuentran la cripta de Nicolas Flamel, con su cuerpo muy bien conservado, un tesoro y la piedra filosofal. Al estar sacando la piedra de su lugar en una pintura egipcia, el techo empieza a derrumbarse debido a que el tesoro era una trampa. La Taupe se pierde durante el derrumbe y es abandonado por el grupo.
Con la piedra de Flamel en sus manos, Scarlett cura la herida de Souxie, es entonces cuando encuentran un grabado de una puerta en el techo junto con la estrella de David simbolizando "como es arriba es abajo" refiriéndose a que hay una puerta en el suelo. Yendo a través del pasadizo encuentran un túnel con la frase marcada “Abandone toda esperanza aquel que entre aquí” en griego, que es lo mismo que está escrito en la entrada al infierno según la Divina Comedia de Dante Alighieri.
Pasando a través, se encuentran con un reflejo revés de la cripta original, incluyendo a La Taupe, quien ataca a Souxie golpeando su cabeza contra el suelo y matándola. Intentan usar la piedra pero no funciona ya que no puede revivir a los muertos. Es ahora cuando se dan cuenta de que deben seguir adentrándose cada vez más en la oscuridad. Por el camino Benji es empujado y cae por un agujero causándole la muerte. Más adelante encuentran un coche en llamas con un ocupante (quien parece ser el mismo hombre que le dijo dónde encontrar a Papillon). Debido a un incidente, Papillon es atraído hacia el coche en llamas, el cual desaparece y Papillon es tragado por la tierra, dejando solo sus piernas al aire. Después de ser atacados por estatuas que cobran vida, George es herido de gravedad en el cuello. Scarlett intenta curarlo con la piedra pero no funciona. Entonces George murmura "Vitriol," otro acertijo que le da la idea de que debe devolver la piedra de donde la cogió y así poder encontrar la verdadera. En el camino por donde habían pasado, se encuentra con un charco de sangre de donde salen manos atrapando a Scarlett. Zed mira lo que parece ser la Parca y arrastra a George a un lugar a salvo.
Rápidamente Scarlett regresa a donde estaba puesta la piedra filosofal y la coloca nuevamente, viéndose reflejada en una especie de espejo abombado dorado, dándose cuenta de que ella es la piedra. Regresa con Zed y George, curándolo con un beso y es cuando reflexiona y les explica que deben afrontar los hechos que los atormentan, como el hermano de George que no pudo salvar de ahogarse o ella por no evitar que su padre se suicidara al no contestar al teléfono. Scarlett menciona que deben aceptar la culpa para poder ser absueltos y salir de ahí. Zed confiesa a su vez que nunca aceptó su responsabilidad al no reconocer a su hijo, cosa que explica las apariciones de un niño corriendo por todo el lugar. Deben saltar por el agujero. Siendo absueltos de toda culpa, los tres saltan juntos sabiendo que no hay salida. Cuando finalmente llegan al fondo del lugar, se dan cuenta de que el hoyo por el que llegaron ya no está. Y la única salida es una tapadera de alcantarilla que da hacia las calles de París. Al salir Scarlett y George se abrazan al saber que están a salvo y un aturdido y devastado Zed se despide de ellos y se marcha. En un registro final, se reproduce una entrevista con Scarlett, en la que ella dice que nunca buscó un tesoro, solo la verdad.

## Reparto
- Perdita Weeks como Scarlett Marlowe.
- Ben Feldman como George.
- Edwin Hodge como Benji.
- François Civil como Papillon.
- Marion Lambert como Souxie.
- Ali Marhyar como Zed.
- Pablo Nicomedes como La Taupe.
- Roger Van Hool como el padre de Scarlett.
- Samuel Aouizerate como Danny, el hermano menor de George.

## Producción
La grabación de la película se realizó en las verdaderas catacumbas de París. Al haber pocos accesorios y elementos de apoyo para el elenco los actores tuvieron que usar las cosas que tenían en su entorno para alimentar el rodaje de la cinta. La producción fue difícil para el reparto y especialmente para el equipo de grabación ya que no había electricidad ni servicio telefónico en las catacumbas.

## Distribución

### Promoción
El primer tráiler de la película fue lanzado en abril de 2014. El Youtuber PewDiePie junto con su novia CutiePieMarzia, ampliamente populares en redes sociales, promocionaron el filme de terror al publicar videos sobre las catacumbas y difundir la sensación de miedo que se obtiene dentro de ellas.

### Versión en DVD
Así en la Tierra como en el Infierno fue lanzado en DVD y Blu-ray el 2 de diciembre de 2014.

## Recepción

### Críticas
“Así en la Tierra como en el Infierno” fue recibida generalmente con críticas negativas. En Rotten Tomatoes tuvo un índice de audiencia de 27%, basado en 60 opiniones, con un promedio de 4.4/10; el consenso general afirma lo siguienteː "después de una ambientación intrigante que parece abrir camino fuera de la exageración del metraje encontrado, As Above, So Below termina cayendo en la mediocridad y en el cliché".

### Taquilla
La película tuvo un ingreso de $8.3 millones en su semana de estreno, terminando en tercer lugar. Y para 4 de noviembre de 2014 tenía ingresos de $21.2 millones en Estados Unidos y $18.9 millones en otros lugares, para sumar un total de $40.1 millones.

## Premios y nominaciones
La película recibió un total de dos nominaciones que se referencian a continuaciónː
| Premio                  | Categoría                                | Nominados                        | Resultado    |
| ----------------------- | ---------------------------------------- | -------------------------------- | ------------ |
| Premios Chainsaw        | Mejor película con estreno internacional |                                  | Tercer lugar |
| SXSW Film Design Awards | Excellence in Title Design               | Aaron Becker y Amador Valenzuela | Nominados    |